# Walter Segal
Walter Segal (Berlino, 15 maggio 1907 – Londra, 27 ottobre 1985) è stato un architetto svizzero naturalizzato britannico che sviluppò l'omonimo sistema di autocostruzione di edifici in legno.
Il Metodo Segal si basa sulla tradizione dei telaio in legno modificato con i nuovi materiali oggi disponibili. Viene eliminata la necessità di aver bisogno di lavoratori specializzati, come muratori o imbianchini, con la conseguente semplificazione dei metodi di costruzione per i quali basta la minima esperienza. Inoltre i materiali sono altamente tecnologici. I tetti tendono ad essere piatti e con molti strati di cartone catramato, che permette la creazione di coperture in erba. Le fondazioni sono minime, spesso solo lastre di pavimentazione, la forza proviene dalla semplice geometria della loro costruzione. Le case Segal sono state comparate alla tradizionali case giapponesi.

## Biografia
Figlio del pittore Arthur Segal, Walter Segal fu mandato in Svizzera presso la comunità alternativa di Monte Verità. Il suo primo incarico è stato una piccola cabina vacanza in legno costruita nel 1932 e commissionata da un ricco mecenate, Bernhard Mayer, il quale gli permise di studiare architettura tra i pionieri del Movimento moderno a Berlino.
Nel 1936 si spostò a Londra, dove incontrò Eva Bradt, una studentessa della Architectural Association School of Architecture. Lavorò nella scuola, scrisse per dei giornali, pubblicò un paio di libri ed ebbe alcune commesse come architetto. Eva morì nel 1950.
Negli anni sessanta lui e la sua nuova compagna, Moran Scott, decisero di demolire e ricostruire la loro casa a Highgate. Costruirono temporaneamente una struttura in giardino usando materiali da rivestimento, senza fondazioni e con la sola pavimentazione. La costruzione richiese due settimane per un costo complessivo di 800 sterline. La casa fu considerata interessante e Segal ricevette alcune commesse per strutture simili nella campagna circostante la città. Con lo stesso sistema i clienti svilupparono autonomamente molte altre strutture simili.
Negli anni settanta, a Lewisham, il comune decise di far costruire tre siti con questo tipo di abitazioni come modello principale, lasciando la possibilità che le persone costruissero da sole le loro case usando il metodo Segal. Visto il successo dell'iniziativa fu reso subito disponibile un quarto sito.
Dopo la sua morte nel 1985, fu istituita la Walter Segal Self-build Trust e i suoi metodi ottennero notorietà. A diffondere il metodo contribuì una casa costruita con il metodo Segal presso il Centro per le tecnologie alternative. Almeno sei di questi edifici hanno vinto premi che vanno dal prestigioso Design Award Housing Project al Green Building of the Year.